# Hohenbuch (Kirchenlamitz)

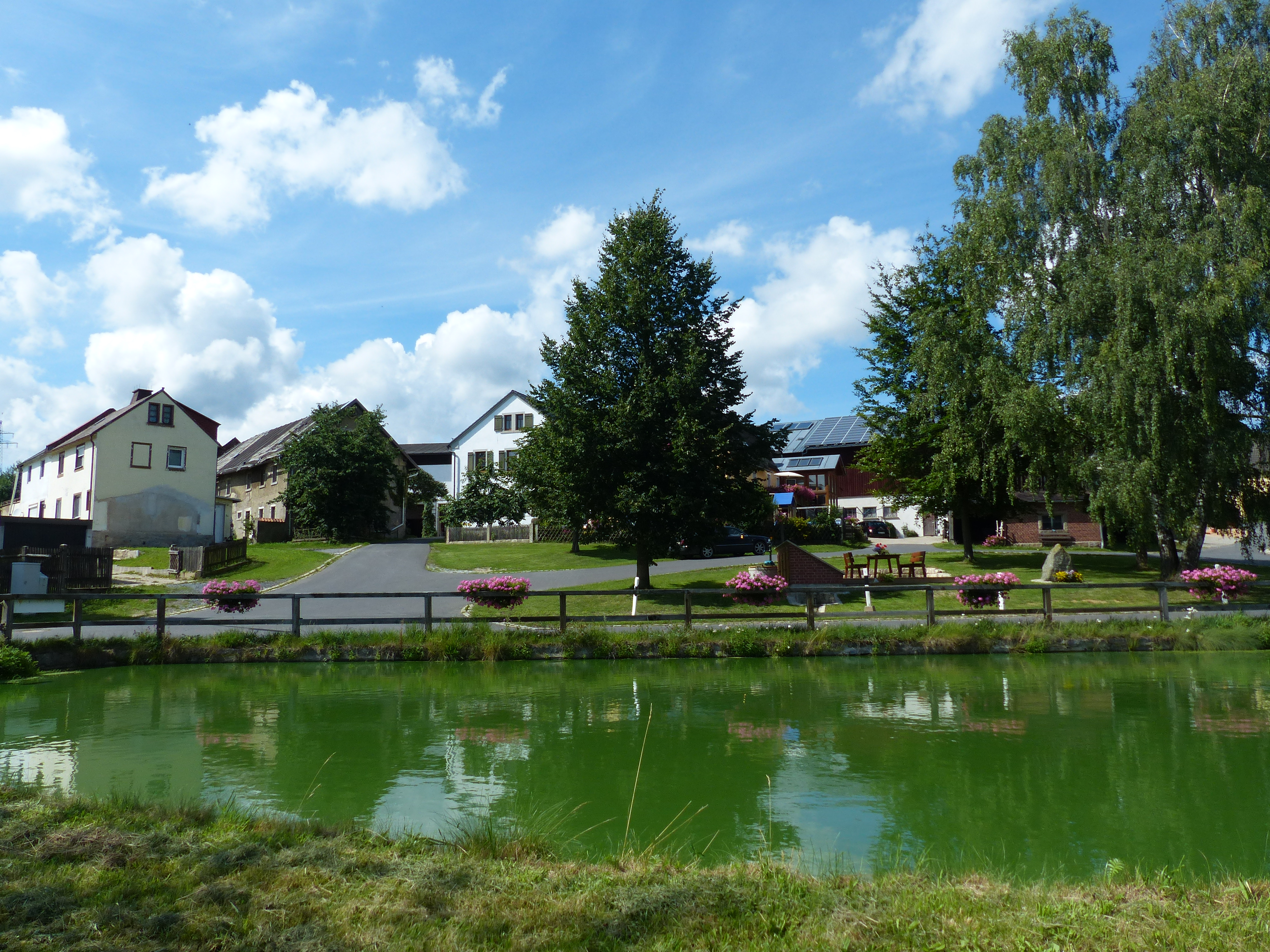
Ortsmitte

Hohenbuch ist ein Gemeindeteil der Stadt Kirchenlamitz im Landkreis Wunsiedel im Fichtelgebirge (Oberfranken, Bayern).
Das Dorf
Hohenbuch ist über Landstraßen mit den Nachbarorten Niederlamitz, Großwendern, Marktleuthen, Raumetengrün und Kirchenlamitz verbunden. In Raumetengrün und vor Kirchenlamitz sind dies Abzweigungen von der Staatsstraße 2177.
In einer Urkunde über den  Verkauf der Burg Epprechtstein der von Wild an die Burggrafen von Nürnberg am 18. Mai 1356 wurde der Ort in der Aufzählung des veräußerten Besitzes erstmals urkundlich erwähnt. Im Landbuch der Sechsämter von 1499 sind acht größere Anwesen beschrieben. Die Bezeichnung Kapellenäcker deutet auf eine verschwundene Kapelle hin. Drei Bauernhöfe im Ort, typische Wohnstallhäuser aus der Zeit ab 1800, stehen unter Denkmalschutz. Der Ort vergrößerte sich in jüngster Zeit durch mehrere Neubauten. In früherer Zeit landwirtschaftlich genutzte Anwesen haben sich in Wohnhäuser gewandelt. Bereits Anfang des 20. Jahrhunderts wurden Häuser modernisiert und ausgebaut, das Anwesen Hausnummer 5 hatte ein Frackdach.